# ARM Cortex-A510
Az ARM Cortex-A510 – kódnevén Klein – az ARM Cortex-A55 utódja és az első ARMv9 architektúrájú, nagy hatékonyságú „LITTLE” CPU (az Arm big.LITTLE heterogén architektúrában). Ez a Cortex-A710 „big” mag társa. Ez egy új tervezésű 64 bites CPU, amelyet az ARM Holdings cambridge-i tervezőcsapata tervezett.
Leginkább okostelefonokban és más beágyazott eszközökben alkalmazzák. Az A510 magokat gyakran kombinálják nagyobb teljesítményű processzorokkal (pl. Cortex-A710-zel vagy későbbi változataival), különböző DynamIQ és big.LITTLE konfigurációkban, a jobb energia/teljesítmény viszony eléréséhez.
Ezt a mikroarchitektúrát továbbra is szintetizálható IP-magként tervezték, és más félvezetőgyártó vállalatoknak értékesítik, hogy azok saját gyártású csipjeikben és rendszereikben alkalmazzák, leginkább más Arm-tervekkel együtt.

## Tervezés
A Cortex-A510 egy olyan „LITTLE” processzormag, amely a nagy hatékonyságra összpontosít, és a következő javításokat tartalmazza az előző generációhoz képest:
- 3 utasítás széles sorrendi (in-order) kialakítás, ami a Cortex-A55-ben csak 2 utasítás szélességű[5]
- 3 utasítás széles lehívó és dekódoló front-end, emellett 3 utasítás széles kibocsátás és végrehajtás a back-endben,[1] amely 3 ALU-t tartalmaz.[6]
- 35%-os teljesítménynövekedés a Cortex-A55-höz képest
- 20%-kal energiahatékonyabb, mint az Cortex-A55
- 3-szoros teljesítménynövekedés a gépi tanulásban (ML)[2]

Az ARM 2022. június 28-án bejelentette a Cortex-A510 CPU mag frissítését, más CPU magokkal együtt. A frissítés 5%-kal javította az energiahatékonyságot és a méretezhetőséget max. 8 magról legfeljebb 12 magra.

## Felhasználás
A Cortex-A510 CPU magot a következő egylapkás rendszerek (SoC-k) használják:
- Qualcomm Snapdragon 8 gen 1[8] Snapdragon 8+ gen 1[9] Snapdragon 8 gen 2[10] Snapdragon 7 gen 1[11] Snapdragon 7+ gen 2[12]
- MediaTek Dimensity 9200+[13] Dimensity 9200[14] Dimensity 9000+[15] Dimensity 9000[16] Dimensity 7200[17]
- Samsung Exynos 2200[18]

## Fordítás
Ez a szócikk részben vagy egészben  az   ARM Cortex-A510 című angol Wikipédia-szócikk ezen változatának fordításán alapul.  Az eredeti cikk szerkesztőit annak laptörténete sorolja fel. Ez a jelzés csupán a megfogalmazás eredetét és a szerzői jogokat jelzi, nem szolgál a cikkben szereplő információk forrásmegjelöléseként.